# Micarea contexta
Micarea contexta är en lavart som beskrevs av Hedl. Micarea contexta ingår i släktet Micarea och familjen Pilocarpaceae.  Arten är reproducerande i Sverige. Inga underarter finns listade i Catalogue of Life.